# 横山エンタツ

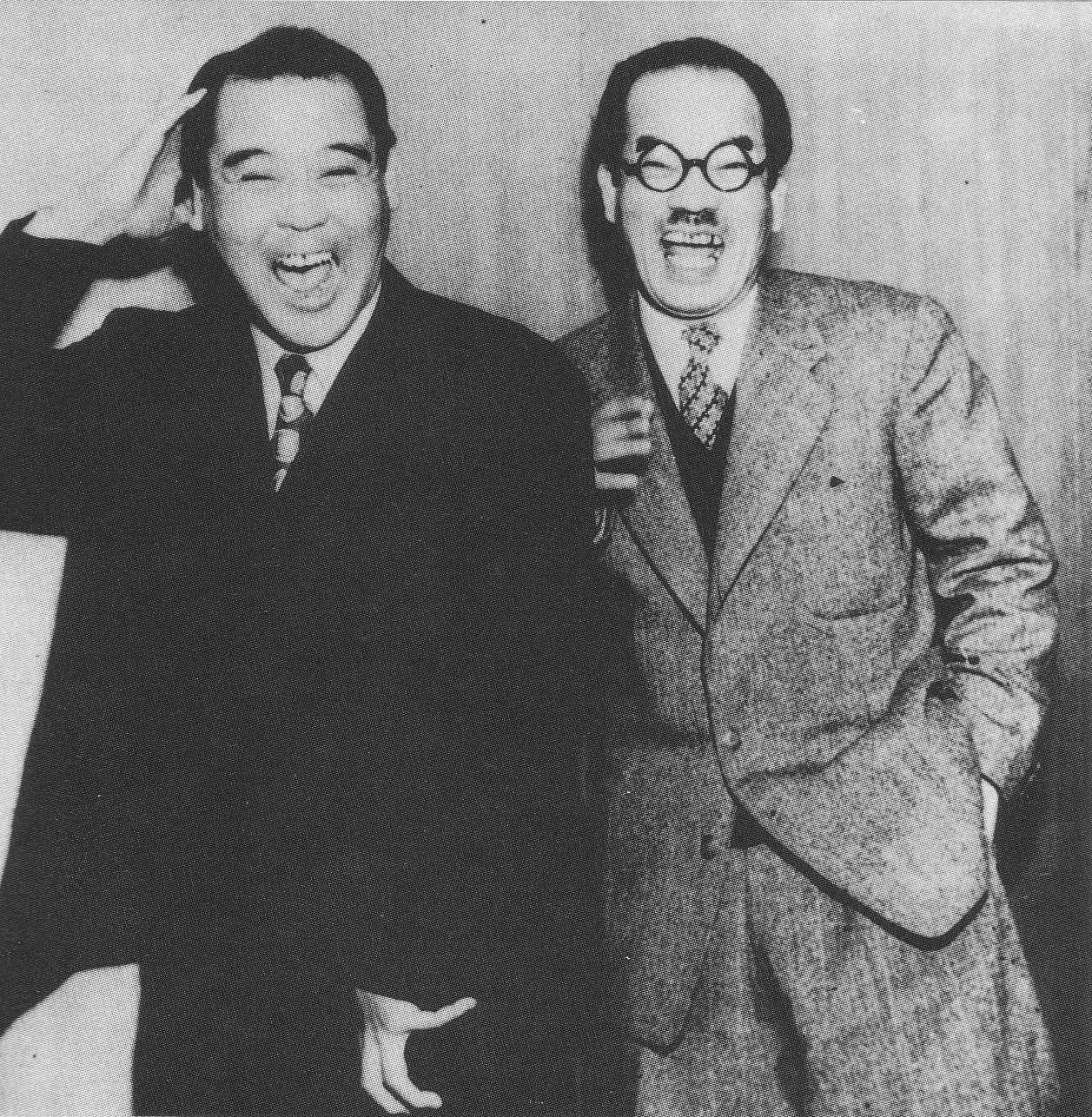
左が花菱アチャコ、右が横山エンタツ
本来の立ち位置とは逆である

横山 エンタツ（よこやま エンタツ、本名：石田 正見（いしだ まさみ）、1896年〈明治29年〉4月22日 - 1971年〈昭和46年〉3月21日）は、大正・昭和期の漫才師・俳優。
花菱アチャコとのコンビ（横山エンタツ・花菱アチャコ）によって、それまでの「萬歳」に代わる現在の（全国的に流布した）「しゃべくり漫才」のスタイルを発明し、今につながる漫才の形式の基礎を作った。漫才作家秋田實のよき相談者として上方漫才、喜劇の興隆に大きく貢献した。
「横山」の亭号を名乗る漫才師一門はエンタツを始祖とする。横山ノックらは弟子にあたる（一門については下記）。吉本新喜劇初期の出演者でもある。

## 来歴
兵庫県有馬郡三田町横山で生まれた(長沖一は、その著書『上方笑芸見聞録』の中で姫路としている)。祖父は元藩医で、父も医師であった。近所に軍人が多い環境で、父も軍医になって日露戦争へ出征したため、祖父母のもとに預けられる。終戦後、復員した父は姫路市で医院を開業。それにともない一家は姫路に移り住んだ。
旧制兵庫県立伊丹中学校（現在の兵庫県立伊丹高等学校）を2年で中退し、「馬賊になる」と言って家出。大正の初め頃、ソウル（京城）に住む叔父を頼り朝鮮へ渡ったが、「面倒をみられない」と言われ、叔父宅での居住を断念。その後、職を転々とした（このころ関西大学の夜間部に通ったという説もある）。演歌師に弟子入りしたり、炭坑で働いていたこともあったという。
1914年、新派の「綾田五郎一座」に入り初舞台。役者としての活動をはじめた。満州・大連で新派連鎖劇の一座に入り、旅順、奉天、長春と巡業をしていたとき、座長が裁判官に拘引され一座を解散、残った仲間で満州で小中村千代兵衛の一座に転じたのち、鉄嶺では活動写真巡業隊に入って声色師をやったがうまくいかず、帰国した。その後、時田一瓢一座に入り「横山瓢（）」を名乗った。「横山」は出身地から採ったもの。堀越一蝶一座に転じて「横山太郎」と改名、多くの巡業劇団に参加した。
1919年、花菱アチャコと一座を組み、幕間に「しゃべくり漫才」を試演するが、このときは不評に終わった。1922年、本格的に漫才を始める。
東京を拠点に活動をはじめた。1923年夏に横浜の朝日座と契約し漫才、民謡、安来節の芸人らと合流。同年9月、巡業中の横浜の旅館で関東大震災に遭遇し、倒壊した旅館の3階部分から地面へ投げ出され、鼻を骨折するなどの重傷を負ったため、一時帰阪している。
1928年ごろから、「横山エンタツ」を名乗りはじめた。東京・蔵前に住んでいた当時のエンタツの痩せた風貌が、蔵前のランドマークであった東京高等工業学校の煙突を思わせたことから、芸人仲間に「エンタツ（煙突の大阪訛り）」と呼ばれていたことが由来とされる。初期には「円辰」の字を充てていたとも、「横山エントツ」と名乗っていたともされる。1929年に自身の一座を結成し、同年8月31日から漫才師、浪曲師、踊り子など9人を引き連れて半年間アメリカ巡業に出る。興行的に失敗したが、そこで見たチャップリンなどの喜劇に大きな影響を受けた。
1930年に吉本興業に入社。
秋田實の助言で、漫才師として初めて背広姿で舞台に上がった。玉子屋円辰や砂川捨丸に代表されるように、従来の「万才（萬歳から呼び名が変わっていた）」は鼓を脇に持ち、和装であったものを、当時流行し始めた背広姿で、当時人気のあった東京六大学野球からネタをとった『早慶戦』などのネタに代表されるように、サラリーマンの日常会話を思わせる話題選びと展開の形式は画期的で、当初は舞台に出ると「ホンマの万才をやれ」と野次が飛んだというが、やがて、勃興したばかりの中産階級層を中心に人気を博していった。コンビが1934年に東京の新橋演舞場に出演した頃には、漫才は「落語と並ぶ地位を得た」と言われるようになる。
この東京公演の期間中、アチャコが中耳炎を悪化させ、それがもとで大阪に戻って間もなく入院してしまう。そのためエンタツはアチャコとのコンビを解消し、杉浦エノスケと組んだ。その後も舞台でエンタツ・アチャコのコンビが復活することはなかった。エンタツ・アチャコの本格的な活動期間は、のべ3年9か月であった。1941年、エンタツは「爆笑エンタツ劇団」を旗揚げし、全国巡業を開始した。

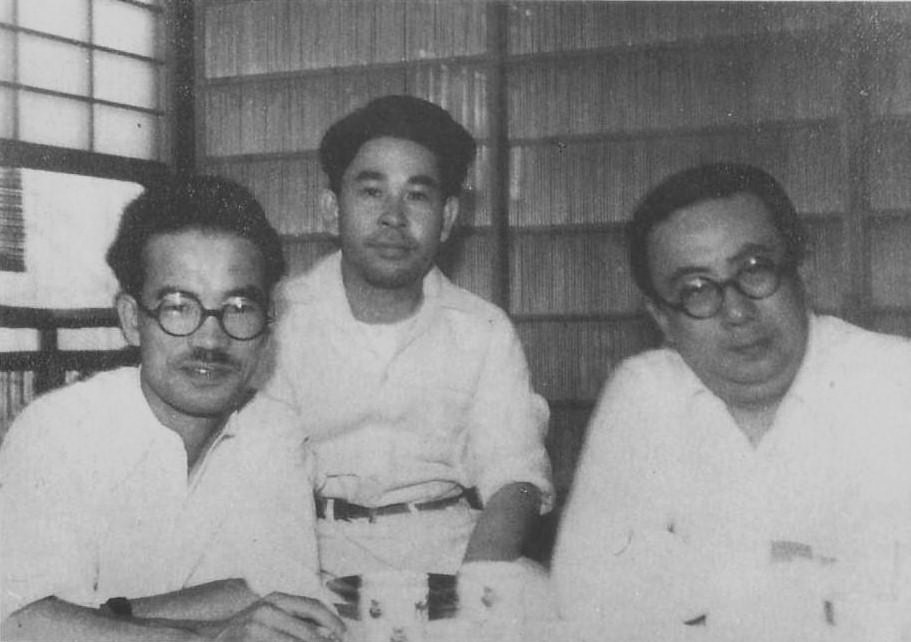
左から横山エンタツ、秋田實、古川ロッパ（1935年撮影）。

戦後、エンタツはNHKで『気まぐれショウボート』（1950年 - 1952年）、『エンタツちょびひげ漫遊記』（1952年 - 1953年）、『エンタツの名探偵』（1953年 - 1954年）など、長期にわたってラジオ番組のレギュラーを務めた。これらの番組は東映で映画化され、こちらもヒットとなった。ただし、アチャコの戦後のしたたかな大成功と比較すると見劣りがし、漫才コンビ時代と立場が逆転することとなった。息子である花紀京には「自分には芸の力がない」と弱音を吐いていたこともあったという。
1953年12月24日に千日前グランド劇場改築の杮落し公演で、エンタツはアチャコと久しぶりに客の前で漫才『僕の家庭』を披露した。同演目は1963年にはNHKで放送された「漫才の歴史」の番組『漫才繁盛記』（構成：小林信彦）においても披露された。
エンタツは1969年、大阪市から市民表彰を受けた。1971年に脳梗塞で死去した。74歳没。

## 歴代相方
中村種春（砂川捨丸の最初の相方。中村春代の師匠）、花菱アチャコ、杉浦エノスケと組んだ。

## 人物・芸風・エピソード

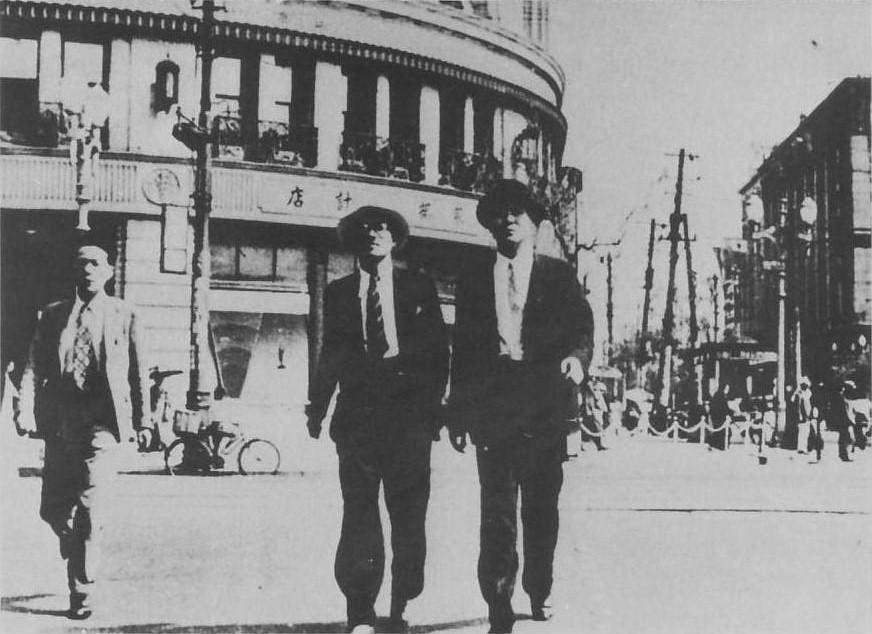
服部時計店前を歩く横山エンタツと花菱アチャコ。

- 2本の指でちょび髭を押さえて「ハッハー、照れくさー」と言うのが唯一用いたギャグ[注釈 2]。
- アメリカ巡業からの帰国後、エンタツはアメリカで見た、店で買い物をしたときに渡される「買い物袋（＝紙製のショッピングバッグのこと）」を日本で生産して当てようとし、原料の厚紙を輸入し、職人に作らせてデパートに売り込みに行ったが、「日本には風呂敷があるので不要です」と断られたという（アチャコ談[7][8]）。
- 横山ホットブラザーズの「横山」は本名であり、エンタツ一門とは無関係である。
- 男女4人組の昭和歌謡バンド猫夜叉に「横山エントツ」と名乗る人物がいるが、他のメンバー（全員の芸名が横山姓）も含めてエンタツとは無関係である。
- オール阪神・巨人に「二代目エンタツ・アチャコ」を継がせる話が持ち上がったが、本人たちが「畏れ多い」と固辞した。二人はエンタツ・アチャコの物真似を得意としている。
- 長男は関西テレビの元プロデューサー。長男の妻は吉本新喜劇の中山美保。次男は吉本興業に所属した喜劇俳優の花紀京[9]。

## 一門

### 直弟子
- 横山ノック
- 青芝フック（旧名・横山フック（2代目））
- 横山アウト
- 横山エンタ
- 横山芳子
- 横山カイジ

他多数

### 孫弟子
横山ノックの弟子
- 横山やすし
- 横山プリン
- 乃木貴寛
- 旭堂南北
- 横山なつ吉
- 横山ひとり
- 横山ワン・ツー
- 横山アラン・ドロン
- 横山トク
- 横山トンガ

### 曾孫弟子
横山やすしの弟子
- 横山たかし・ひろし
- 横山ゆうじ
- 横山ひとし

横山プリンの弟子
- 高井ギャラ

### 玄孫弟子
横山たかし・ひろし（いずれか）の弟子
- 横山まさみ - ひろしの弟子
- 横山アッチ
- 横山ともや・たきや - たかしの弟子
- 福助 - たかし・ひろしの弟子を経て、1988年頃、レツゴー三匹の門下に移った。
- 横山チョップ - ひろしの弟子　ボディビルダー

## 出演

### 映画
1936年の公開の「あきれた連中」を皮切りにアチャコとのコンビで多くの映画に出演。
出演シーンは決まって、演技中に突然往年のヒット漫才を始めるというものだった。当時は揶揄されたが現在ではコンビの芸を記録した貴重な資料となっており、「上方漫才黄金時代」のCDボックスで、このとき演じた「早慶戦」が収録された。
- これは失礼（1936年 P.C.L.映画製作所）[10]
- 勝利の日まで（1945年 東宝）[11]
- 東京五人男（1945年 東宝）[12]
- 俺もお前も（1946年 東宝）[13]
- 東宝シヨウボート（1946年 東宝）[14]
- 縁は異なもの（1947年 東宝）[15]
- 浮世も天国（1947年 新東宝） - 横山円太郎[16]
- タヌキ紳士登場（1948年 東宝・吉本） - エンタツ狸[17]
- 幽霊列車（1949年 大映京都） - 藤木[18]
- 待っていた象（1949年 大映） - 横山円太郎[19]
- 蛇姫道中（1949年 大映） - 白雲斎[20]
- 嫁入聟取花合戦（1949年 新東宝） - 横山円造[21]
- びっくり五人男（1949年 新東宝） - 栗山二吉[22]
- 殺陣師段平（1950年 東横映画） - 医者
- 腰抜け巌流島（1952年 大映京都） - 沢庵和尚[23]
- 水戸黄門（1957年 東映京都） - 田川大六[24]
- 野良猫（1958年 東宝（宝塚映画製作））[25]

## 著書
- 『笑ひのプレゼント』櫻書房、1946年12月25日。

## 横山エンタツを演じた俳優
- 岸部一徳（1984年 - 1985年・NHK総合 連続テレビ小説『心はいつもラムネ色』 役名は「横川エンタツ」）
- オール巨人（1988年・関西テレビ 花王名人劇場『にっぽん笑売人』）[26]
- 青野敏行（2012年・東海テレビ『鈴子の恋 ミヤコ蝶々女の一代記』）
- 板尾創路(130R)（2012年・舞台『吉本百年物語 キミとボクから始まった』）
- 海部剛史（2012年・舞台『吉本百年物語 笑う門には、大大阪』）
- 大野拓朗（2017年 - 2018年・NHK総合 連続テレビ小説『わろてんか』、役名は「舶来屋キース」）
- 中川剛（中川家）（2021年 - 2022年・NHK総合 連続テレビ小説『カムカムエヴリバディ』）[27]

## 漫画
- 『エンタツの名探偵』（伊勢本史郎作画・香住春吾原作、美育社書店、1954年頃）[28]